# Пак, Вольфганг
Вольфганг Йоганесс Пак (нем. Wolfgang Topfschnig; род. 8 июля 1949) — австрийский шеф-повар, ресторатор и бизнесмен, иногда снимающийся в кино и на телевидении. Его рестораны, службы кейтеринга, книги о приготовлении пищи и лицензированные продукты находятся в управлении компании Wolfgang Puck Companies, имеющей три подразделения.

## Биография
Его отцом был мясник, который бросил его мать, Марию Ворт (Maria Worth), ещё до рождения ребёнка. В 1956 году, Мария вышла замуж за Йозефа Пака (Josef Puck), который усыновил Вольфганга. В этой семье выросли ещё один сын и двое дочерей.
Пак учился кулинарии у матери, Марии, которая иногда работала кондитером. Позже он проходил стажировку у Раймона Тюлье (Raymond Thuilier) в L’Oustau de Baumanière в деревне Ле-Бо-де-Прованс, затем — в Hotel de Paris, Монако и в парижском ресторане Максим. В 1973 году, в возрасте 25 лет, он переезжает в США. Немецкое произношение своей фамилии «Пук» он меняет на английское «Пак». После двух лет работы в La Tour в Индианаполисе, Пак переезжает в Лос-Анджелес, где становится шеф-поваром и совладельцем ресторана Ma Maison.

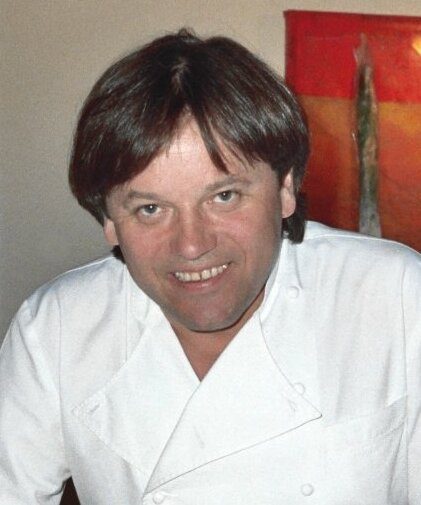
Пак в 1988 году

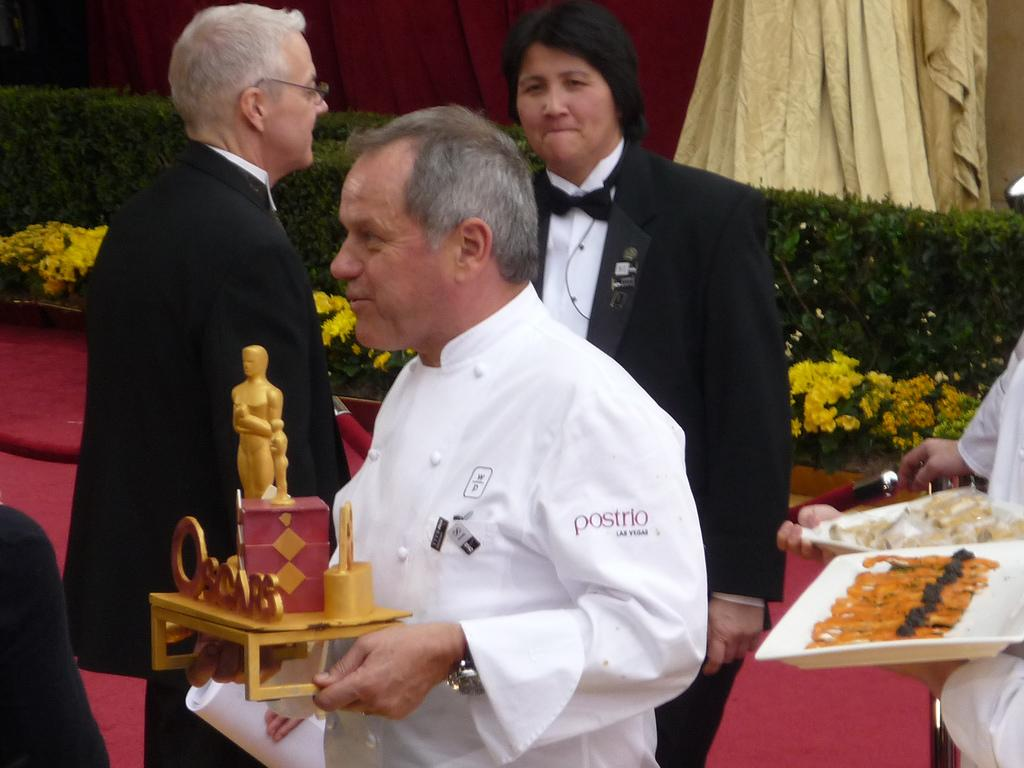
Вольфганг Пак на церемонии Оскар 2009

После публикации в 1981 году своей первой книги рецептов «Современная французская кулинария на американской кухне», Пак открывает в 1982 году ресторан Spago на Сансет-стрип. 15 лет спустя, в 1997 году, Пак открывает удостоенный наград ресторан Spago в Beverly Hills, который признается одним из лучших 40 ресторанов в США с 2004 года. Этот успех позволил Вольфгангу Паку создать компанию Wolfgang Puck Companies, включающую Wolfgang Puck Fine Dining Group, Wolfgang Puck Worldwide, Inc. и Wolfgang Puck Catering. Wolfgang Puck Companies владеет более 20 ресторанами, премиум кейтеринг службами, более 80 подразделениями Wolfgang Puck Express, осуществляет торговлю кухонными предметами и продуктами, которые включают книги рецептов и консервированную продукцию. Пак является официальным поваром Губернаторского Бала церемонии «Оскар», он также использует свою известность для актерской деятельности; в его списке участие в сериале «Фрейзер», роль самого себя в сериале «Лас-Вегас» и камео в фильме «Синоптик». Он также участвовал в шоу Iron Chef America: Battle of the Masters, вёл программу «Уроки Кулинарии с Вольфгангом Паком» на канале The Food Network, принимал участие в одном из финальных эпизодов шоу American Idol, в котором он знакомил Келли Пиклер (Kellie Pickler) с необычными видами пищи во время юмористических вставок. Также он снялся в роли самого себя в эпизоде сериала «Байки из склепа», и появился в рекламном ролике штата Калифорния (вместе с такими знаменитостями, как Арнольд Шварценеггер и Джек Николсон).
Пак принимает активное участие в благотворительных проектах, в 1982 году он стал соучредителем Благотворительного Фонда Пака-Лазароффа. Эта организация поддерживает проведение ежегодного Американского Фестиваля Вина и Пищи, который собирает средства для программы «Еда на Колесах» и с момента начала своей деятельности собрал уже более 15 миллионов долларов.
Пак является Почетным Поваром-Председателем бенефиса «Пятизвездочная Сенсация», который проводится каждые два года в Кливленде, штат Огайо с целью сбора средств в размере 10 миллионов долларов для финансирования Ирландского Фонда Онкологических Университетских Больниц.
Любимая еда Пака — миндальное печенье.
Пак женат на дизайнере Гелайле Ассефа.

## Премии и награды
Ресторан Spago Beverly Hills получил в 2005 году награду за Исключительно Качественное Обслуживание фонда Джеймса Бёрда. Он также был награждён двумя звездами Мишлен в журнале за 2008 и 2009 год.
В 1993 году ресторан Spago Hollywood был включен в Национальный Зал Славы Ресторанов. В следующем году он получил звание Ресторан Года по версии фонда Джеймса Бёрда.
В 2002 году Пак получил награду Daytime Emmy 2001—2002 за своё замечательное шоу Вольфганг Пак.

## Рестораны

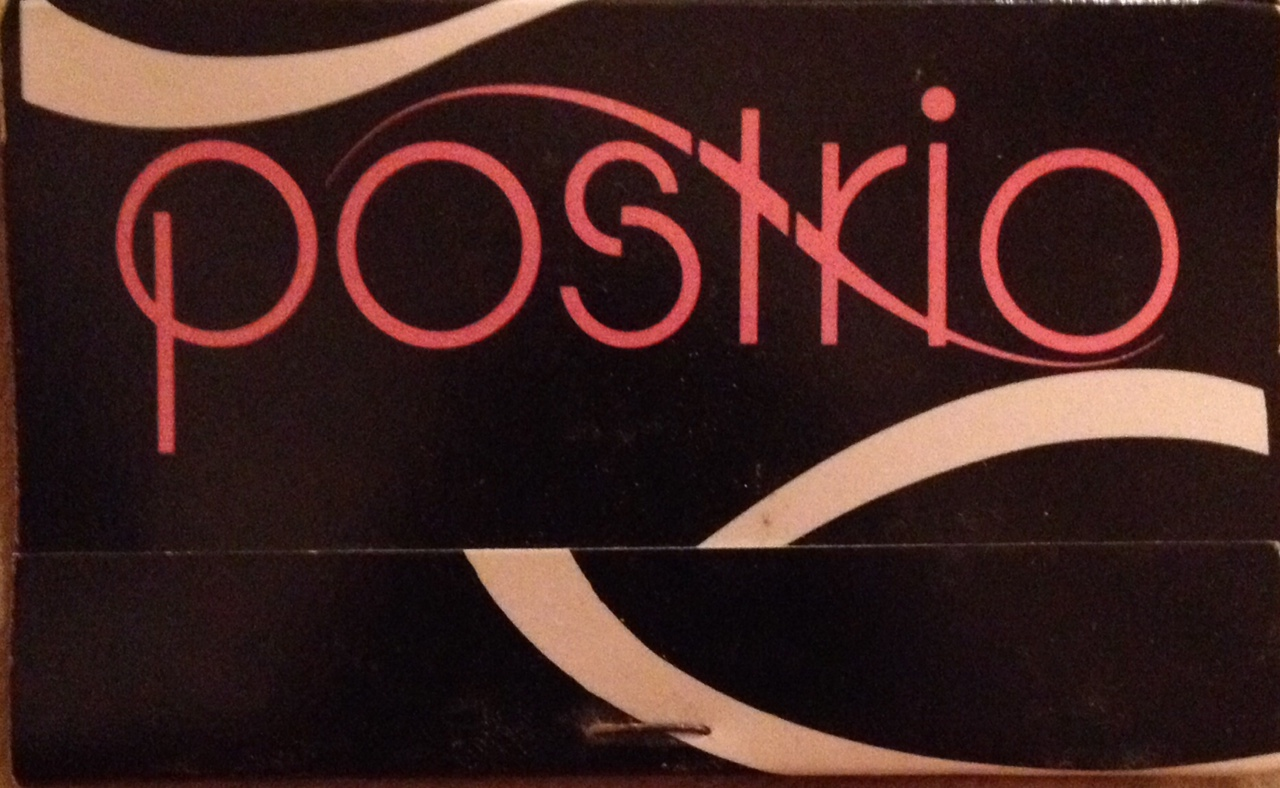
Postrio спичечный коробок

- Spago, первый ресторан Пака, открытый на Sunset Strip, представляющий калифорнийскую кухню.
- Chinois on Main, Санта-Моника, Калифорния (1983), представляет блюда азиатской кухни.
- Postrio, Сан-Франциско (1989), средиземноморская и азиатская кухня.
- Spago, Беверли-Хиллз (1997), известный своим калифорнийским меню. Spago Beverly Hills, Spago Las Vegas, Spago Maui, и Spago Beaver Creek.
- Postrio, Лас-Вегас.
- Trattoria del Lupo, Лас-Вегас.
- CUT в Лондоне, Беверли-Хиллз, Лас-Вегасе и Сингапурском курорте Marina Bay Sands.[9]
- Five-Sixty, расположен в Далласе, штат Техас, представляет новое американское меню, основанное на азиатских рецептах.
- The Source, Вашингтон (округ Колумбия), современная интерпретация азиатской кухни, расположен в Музее журналистики и новостей.[10]
- Wolfgang Puck B&G (2009) в Лос-Анджелес.
- Wolfgang Puck в Диснейуорлд. Расположен в Downtown Disney.
- Музей Науки в Бостоне.
- Wolfgang Puck Grille, авторский ресторан в казино MGM Grand Detroit в Детройте.
- Wolfgang Puck American Grille, авторский ресторан в отеле-казино Borgata Hotel & Casino в Атлантик-Сити.
- Springs Preserve Café, Лас-Вегас.
- WP24 by Wolfgang Puck расположен в отеле The Ritz-Carlton в центре Лос-Анджелеса, современная китайская кухня.
- Wolfgang Puck Pizzeria в Cucina, Лас-Вегас.
- Wolfgang Puck Bistro в Талса, штат Оклахома.
- Jai by Wolfgang Puck в Ла-Хойя.
- Wolfgang Puck Bistro, расположен в JC Penney, центральном магазине торгового центра Manhattan Mall, Нью-Йорк (открытие летом 2012 года).
- Wolfgang Puck Express расположен в JC Penney в Питтсбурге в торговом центре Monroeville Mall (открытие запланировано на октябрь 2012 года).
- Wolfgang Puck Express расположен в Международном аэропорту Денвера, штат Колорадо

## Роли в кино и на телевидении
- Семейство Кардашян (Повар на свадьбе Ким Кардашян и Криса Хамфриса)
- Адская кухня (телепередача) (Приглашенный судья) сезон 2011, 2012

Сезон 19 3 серия 2017
- The Next Food Network Star ТВ шоу, (Приглашенный судья) сезон 2011
- Смурфики Смурфик Повар, анимационный фильм 2011 года
- Top Chef (8 сезон) (Top Chef: New York) ТВ шоу, (Приглашенный судья) 2011 год
- Top Chef (7 сезон) (Top Chef: Las Vegas) ТВ шоу, (Приглашенный судья) 2009 год
- Celebrity Cooking Showdown (участник) ТВ шоу, 2006 год
- Лас-Вегас, сериал, (четыре эпизода) 2006 год
- AFI’s 100 Years…100 Movie Quotes ТВ шоу, 2005 год
- Синоптик (сыграл самого себя) полнометражный фильм, 2005 год
- Судьба кондитера (сыграл самого себя) полнометражный фильм, 2004 год
- The Simpsons — The Bart Wants What It Wants (Приглашённая Звезда) — ТВ шоу, 2002 год
- Wolfgang Puck series 2001 S
- Муза (сыграл самого себя) полнометражный фильм, 1999 год[11]
- Iron Chef America: Battle of the Masters ТВ шоу
- сериал «Фрейзер», эпизод: «Предложение» (сыграл самого себя)
- The Jay Leno Show: Jaywalking (сыграл самого себя) 13 октября, 2009 года
- «Байки из склепа» — Werewolf Concerto (сыграл самого себя) 9 сентября, 1992[12]